# Burg Laufenburg (Ofterdingen)
Die Burg Laufenburg oder Burg Ofteringen, vereinzelt auch als Burg Ofterdingen bezeichnet, ist eine abgegangene Höhenburg auf einem kleinen Felsen aus Gneis an der rechten Rheinseite oberhalb des einstigen Kleinen Laufen schräg gegenüber dem Bahnhof von Laufenburg im Landkreis Waldshut in Baden-Württemberg. Hier befindet sich heute das Kriegerdenkmal mit einem monumentalen Adler aus Bronze auf dem seither so benannten Kriegerfelsen (einst Oftringerfels). Unweit davon das Portal des Rappensteintunnels der Hochrheinbahn von Johann Belzer. Die Burg ist nicht zu verwechseln mit der viel größeren gegenüberliegenden Stammburg der Linie Habsburg-Laufenburg.
Die Burg wurde in der Mitte des 11. Jahrhunderts vermutlich von den Herren von Lenzburg erbaut und 1173 erwähnt. 1207 belehnt die Äbtissin (Bertha?) des Damenstift Säckingen Rudolf II. von Habsburg mit beiden Burgen (neben dieser die Burg Laufenburg) auf ewig gegen (jährlich) zehn Pfund Wachs. Später saßen hier die Herren von Ofteringen, ein Habsburger Ministerialengeschlecht. 1428 erwarb Heinrich von Erzingen aus dem Geschlecht der Herren von Erzingen die Burg. 1558 wurde von der bereits unbewohnten Burg noch der oben gelegene Turmbau, ein etwa 12 Meter langer Wohnturm, erwähnt. 1567 erwarb die Burg Ofteringen ob dem Loufen der Keller des Stifts Säckingen in Murg und Besitzer des Hinteren Eisenhammers in Murg, Friedrich Schimpf. Nach ihm benannte man die Halde Schimpfhalde. Nach dem Abbruch der Burg wurden um 1800 die letzten Reste der Ruine abgetragen.